# Acéphales (religion)
Pour les articles homonymes, voir Acéphale.
Acéphales (du grec Άκέφαλοι, « dépourvus de tête » ou « de chef », formé de ά- privatif et de κεφαλή, « tête ») est le nom donné à un courant de chrétiens monophysites qui se séparèrent des évêques qui les dirigeaient, quand ceux-ci eurent signé l'Hénotique (482). Après cette date, les Acéphales vécurent sans hiérarchie épiscopale.

## Historique
L'Hénotique (« Édit d'Union ») fut proposé aux monophysites par l'empereur Zénon et le patriarche Acace de Constantinople pour passer sous silence le concile de Chalcédoine litigieux, et pour permettre à chacun d'interpréter et de juger selon sa conviction. L'édit fut accepté et contresigné par les deux principaux chefs monophysites de l'époque : Pierre le Foulon et Pierre Monge, qui purent ainsi être reconnus officiellement, le premier patriarche d'Antioche, le second patriarche d'Alexandrie (l'Église, trinitaire et nicéenne, était alors, de facto, une pentarchie). Aussitôt installés sur ces sièges, Pierre le Foulon et Pierre Monge considérèrent que l'Hénotique annulait le concile de Chalcédoine, en désaccord avec le patriarche de Constantinople.
Cette « ambiguïté constructive » voulue par Zénon ne fut pas acceptée par les radicaux des deux partis. Du côté monophysite, un véritable schisme eut lieu en Égypte, où l'Église orthodoxe était souvent détestée. Le compromis fut également rejeté par de nombreux moines installés en Palestine, notamment dans les monastères des environs de Gaza et d'Éleuthéropolis. Pierre l'Ibère, fondateur d'un monastère à Maïouma, port de Gaza, fut un des initiateurs de cette rupture.
Quelques années plus tard, le futur Sévère d'Antioche, entrant dans le monastère de Pierre l'Ibère, adhéra au parti des « Acéphales ». Mais à partir de son premier séjour à Constantinople (508-511), ayant acquis de l'influence auprès de l'empereur Anastase, il accepta l'Hénotique dans le même esprit que Pierre le Foulon et Pierre Monge. L'histoire des « Acéphales » est à partir de cette époque bien moins documentée, mais on sait qu'en Égypte ils continuèrent de former une Église distincte pendant plusieurs siècles. Selon l'Histoire des patriarches de l'Église d'Alexandrie, au temps du patriarche Damien ils constituaient une hiérarchie épiscopale séparée sous la direction d'un évêque nommé Barsanouphi (d'où le nom de « Barsanouphites » qui leur fut aussi donné). Sous le pontificat de Marc II, ils rentrèrent dans l'Église copte, au début du IXe siècle.
Dans le royaume wisigoth d'Espagne, le roi Sisebut convoquera en 619 à Séville un concile dans lequel l'« hérésie » des Acéphales fut condamnée.

## Sources
- Jean C. Cooper, article (en) "Acephalites" in: Dictionary of Christianity, Routledge, New York 2013, p. 2,  (ISBN 978-1-315-07404-7).
- Article (en) "Acephali" in: Oxford English Dictionary, Oxford University Press 2014.